# Sorbus barthae
Sorbus barthae är en rosväxtart som beskrevs av Karpati. Sorbus barthae ingår i släktet oxlar, och familjen rosväxter. Inga underarter finns listade i Catalogue of Life.